# Ньирмада
Ньирмада (венг. Nyírmada) — посёлок(надькёжег) в медье Сабольч-Сатмар-Берег в Венгрии. Впервые упоминается в 1254 году.
Посёлок занимает площадь 38,82 км², там проживает 4811 жителей (по данным 2010 года). По данным 2001 года, 91,5 % жителей посёлка — венгры, 8,5 % — цыгане.

## Расположение
Посёлок расположен примерно в 38 км к востоку от города Ньиредьхаза. В посёлке есть железнодорожная станция. Через посёлок проходит автодорога 41. Ближайший населённый пункт — деревня Пустадобош.

## Население
| Год  | Численность | Численность |
| ---- | ----------- | ----------- |
| 2013 | 4885        | [ 5 ]       |
| 2014 | 4849        | [ 6 ]       |
| 2015 | 4890        | [ 7 ]       |
| 2021 | 4800        | [ 8 ]       |
| 2022 | 4662        | [ 9 ]       |
| 2023 | 4652        | [ 10 ]      |
| 2024 | 4630        | [ 2 ]       |